# Резня в Бачине
Резня в Бачине (хорв. Pokolj kod Baćina) — убийства мирных хорватских граждан, совершённые сербскими отрядами в хорватских деревнях Бачин (Baćin), Хрватска-Дубица (Hrvatska Dubica) и Церовляни (Cerovljani) в октябре 1991 года в ходе войны в Хорватии. Общее число погибших согласно данным МТБЮ составило 110 человек

## Резня
В сентябре 1991 года вооружённые силы самопровозглашённой Республики Сербской Краины начали наступательные действия в регионе вокруг города Хрватска-Костайница. В октябре практически весь регион перешёл под контроль сербов. Большая часть мирного хорватского населения вынуждена была бежать из региона, в деревнях Хрватска-Дубица, Бачин и Церовляни осталось не более 120 мирных жителей хорватской национальности, в большинстве старики, женщины и больные.
Утром 20 октября 1991 года члены полиции РСК и других сербских формирований схватили 53 жителя Дубицы и заперли их в деревенской пожарной станции. В течение дня и последующей ночи 10 из них были отпущены, так как были сербами или имели связи с сербами. Оставшиеся 43 хорвата были выведены в поле около деревни Бачин. Вскоре к ним были присоединены 13 мирных жителей из Бачина и Церовлян. Все 56 человек были после этого убиты. Примерно в это же время сербские формирования вывели 30 других жителей Бачина и 24 жителя Дубицы и Церовляни и убили их в неизвестном месте.

## Расследование
Окрестности деревни Хрватска-Дубица были возвращены под хорватский контроль в 1995 году после операции Буря. В 1997 году из массового захоронения возле Бачина были извлечены тела 56 жертв резни. Большинство жертв были в возрасте от 60 до 90 лет.
Международный трибунал по бывшей Югославии включил военные преступления в Бачине в рассмотрение дела Милана Мартича и Милана Бабича, а также в дело Станишича и Симатовича. Мартич и Бабич были признаны виновными и приговорены к длительным срокам тюремного заключения.